# Giuseppe De Santis
Giuseppe De Santis, född 11 februari 1917 i Fondi i Lazio, död 16 maj 1997 i Rom, var en italiensk filmregissör, känd som en av de främsta representanterna för den italienska neorealismen. Bland hans filmer finns två av genrens riktiga klassiker, Bittert ris (1949) och Rom klockan 11 (1952), den kontroversiella Un marito per Anna Zaccheo (1953) och den Oscar-nominerade La strada lunga un anno (1958). Hans yngre bror Pasqualino De Santis vann 1968 en Oscar för bästa foto.

## Biografi

### Lärotiden med teori och praktik
Giuseppe De Santis började redan i tonåren med att skriva korta berättelser som publicerades i olika tidskrifter. Han flyttade 1935 till Rom för att påbörja universitetsstudier. Där kom han i kontakt med en grupp intellektuella antifascister, vilket var början till hans politiska radikalisering. Åren 1941–43 läste han ett antal kurser vid Centro sperimentale di cinematografia utan att ta någon examen. I stället för tentor ägnade han sin energi till att utveckla en teoretisk bas för den genre som kom att kallas neorealism. Hans bidrag till neorealismen betonade filmens möjlighet att realistiskt återge landsbygdens liv och människor. De Santis publicerade sitt arbete som ett "protoneorealistiskt manifest" i en artikel med titeln Per un paesaggio italiano (1941) och byggde vidare på sin modell i senare polemiska skrifter. Han argumenterade i dem för ett övergivande av den inom filmen rådande normen med en "kalligrafisk estetik" och förespråkade i stället skapandet av film som i sig kunde inrymma och på ett trovärdigt sätt återge såväl närgångna psykologiska porträtt av individer som kollektivets dramatik, varken vackert eller fult utan realistiskt.
De Santis fick sin första chans att börja omsätta teori till praktik som manusförfattare och regissörsassistent för Luchino Visconti vid inspelning av dennes film Köttets lust (1943). Vid krigsslutet knöt han kontakt med ANPI, en sammanslutning av italienska partisaner som kämpat mot tyskarna, och deltog som samordnare, regiassistent och manusförfattare i produktionen av två filmer om deras verksamhet. Den första var dokumentären Giorni di gloria (1945), ett samarbetsprojekt med Mario Serandrei, Luchino Visconti, Umberto Barbaro och Marcello Pagliero. Den andra var en spelfilm, Il sole sorge ancora (1946) i regi av Aldo Vergano. De Santis skrev också anonymt en del av manuskriptet till Brinnande kroppar som påbörjades redan 1943 av Roberto Rossellini men slutfördes 1946 av Marcello Pagliero. Gemensamt för De Santis bidrag till dessa filmer var hans framhävande av de kvinnliga rollfigurerna, vilket har tolkats som till största delen en konsekvens av hans politiska orientering i riktning mot en alltmer radikal socialism. Att kvinnorna tog en mer betydande roll i partisanverksamheten än i samhällslivet före kriget tedde sig, enligt denna tolkning, för honom som ett naturligt framsteg i en oundviklig klasskamp.

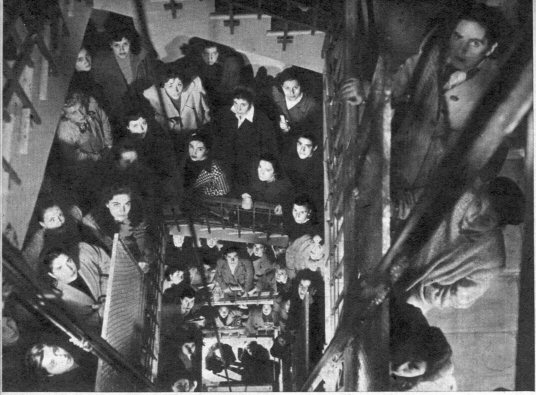
Scen ur De Santis film Rom klockan 11 (1952)

### Karriär som filmregissör
De Santis gjorde sin debut som regissör med Spärrade gränser (1947), en berättelse om ett kollektivjordbruk som strax efter kriget blir av med sina tillgångar då en penningtransport rånas. Rånarligans centralgestalt är ligaledarens flickvän Daniela (Vivi Gioi), en nazikollaboratör som går under täcknamnet "Lili Marlene". Filmen uppvisar tydliga influenser från sovjetisk film men även fransk film noir och dess amerikanska motsvarighet. Den första publiksuccén för De Santis blev Bittert ris (1949), även den med kriminalitet som ett centralt tema och ihågkommen som det stora genombrottet som skådespelare för Silvana Mangano. De Santis fortsatte göra filmer som hade kvinnors ofta oblida öden som centrala teman. Incitamentet för hans Rom klockan 11 (1952) var en verklig olyckshändelse i Rom där en 26-årig kvinna miste livet och tiotals andra skadades. När hans nästa film Un marito per Anna Zaccheo (1953) hade premiär visste han ännu inte att den skulle komma att bli en vändpunkt i hans karriär. En del kritik handlade inte längre om hans filmer, utan om det att regissörens politiska resa vänsterut hade gått för långt. De Santis stämplades som kommunist och produktionsbolagen började överväga att förhandscensurera hans filmer. Efter revolten mot kommunismen i Ungern 1956 skärptes tonläget mot De Santis i den mycket politiserade italienska filmdebatten ytterligare.
Efter premiären för Kvinna bland vargar (1957) publicerade De Santis ett öppet brev i vilket han kraftfullt fördömde produktionsbolaget Titanus för att ha manipulerat filmen utan hans vetskap. De Santis började betraktas som en obekväm person i sitt hemlands filmbransch medan han märkligt nog åtnjöt stor popularitet i såväl USA som Sovjetunionen. De Santis reagerade förutom med ett öppet brev med att göra sin nästa film utomlands. La strada lunga un anno (1958) spelades in i Jugoslavien, närmare bestämt i Istrien och Dalmatien. Filmen fick även sin premiär i Jugoslavien under namnet Cesta duga godinu dana och vann som representant för detta land Golden Globe Award 1959 för bästa utländska film på främmande språk. Även på Oscar-galan där filmen samma år nominerades till priset för bästa icke-engelskspråkiga film representerade den Jugoslavien. Massimo Girotti fick för sin roll i filmen pris som bästa skådespelare på San Francisco International Film Festival.

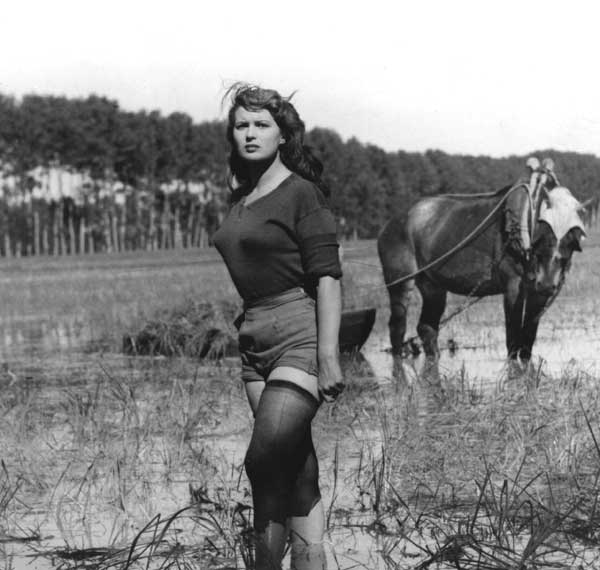
De Santis film Bittert ris (1949) blev ett internationellt genombrott för Silvana Mangano.

### Utstött och misstänkliggjord
De Santis utlandsverksamhet var inte populär i hans hemland där filmen blev ett totalfiasko och den motsättning som länge existerat latent utvecklades nu till en öppen konflikt mellan honom och det italienska filmetablissemanget. Hans nästa film, La garçonnière (1960) var en trött och oinspirerad regissörs hantverk och blev fullständigt nersablad av den italienska kritikerkåren. Efter den följde flera år av inaktivitet vilka med tanke på vad som sedan följde skulle kunna tolkas som en period med uppladdning för revansch. De Santis återkomst med den italiensk-sovjetiska samproduktionen Italiani brava gente (1964) skapade stor förbittring i Italien. Filmen handlade om den italienska truppstyrka som deltog i Operation Barbarossa på Tysklands sida under befäl av general Giovanni Messe. Denna krigsinsats var en av de mindre hedersamma i den italienska militärhistorien och frågorna om styrkans nesliga nederlag, förlustsiffor och eventuella delaktighet i tyskarnas krigsförbrytelser var tabubelagda ämnen långt efter kriget.

### Karriärens slutskede
Efter sin krigsfilm blev De Santis definitivt marginaliserad och hade ytterst små möjligheter att hitta finansiärer för nya italienska projekt. Det dröjde många år innan hans nästa och sista spelfilm blev verklighet och när den väl kom var temat ytterst oväntat. Un apprezzato professionista di sicuro avvenire (1972) handlar om en ung advokat som gifter sig för pengar med en rik spekulants dotter men upptäcker på bröllopsnatten att han har blivit impotent. Filmen tolkades som en sarkastisk och bitter politisk metafor riktad mot ett samhälle som De Santis ansåg hade svikit klasskampen för pengar och hamnat i ett impotent kompromissande. Efter över 20 års frånvaro gjorde De Santis en överraskande återkomst till filmen genom att tillsammans med Bruno Bigoni regissera en 40 minuter lång dokumentär med titeln Oggi è un altro giorno (1995) som handlar om en yngre generations möte med motståndskampens historiska minnesplatser i Milano 50 år efter krigsslutet.